# Амстердам (футбольний клуб)
Амстердам (нід. Football Club Amsterdam) — колишній нідерландський футбольний клуб з міста Амстердам.

## Історія
Футбольний клуб «Амстердам» був заснований 20 червня 1972 року після злиття клубів «Блау Віт» і «ДВС». В кінці сезону 1973/1974 з «Амстердамом» об'єднався ще один клуб — «Де Волевейккерс», який невдало виступив у другому дивізіоні, зайнявши 20-те місце. У своєму дебютному сезону в Ередивізі 1972/1973 «Амстердам» зайняв 10 місце, в сезоні 1973/1974 — 5 місце. Після двох успішних сезонів «Амстердам» від сезону до сезону став опускатися в турнірній таблиці чемпіонату, зайнявши в сезоні 1977/1978 17 місце, через що залишив вищий дивізіон Нідерландів.
Неуспішний виступ клуба привів до того, що на матчі «Амстердаму» приходило глядачів щораз менше, через це навіть прийшлося у 1980 році клубу відмовитися від Олімпійського стадіону, так як він вже не приносив клубу прибутку. Через два роки, 17 травня 1982 року було оголошено про те, що футбольний клуб «Амстердам» розформований через фінансові проблеми.
За 10 років існування клубу був лише один президент, відомий у Нідерландах бізнесмен Дінгеман Стоп, який помер 12 лютого 2007 року у віці 87 років.
Не зважаючи на те, що клуб був розформований у 1982 році, він досі проводить ігри серед ветеранів клубу, а також гравців інших клубів, які після закінчення професіональної кар'єри вирішили виступати за «Амстердам», серед таких футболістів був Роді Тюрпейн. 19 травня 2007 року на Олімпійському стадіоні в Амстердамі пройшов товариський матч між командами з символічними назвами «ветерани клубу Амстердам» та «молоді гравці Амстердама». Матч закінчився поразкою команди ветеранів з рахунком 4:1.
У вересні 2008 року йшла мова про можливість відродження футбольного клубу «Амстердам», за рахунок клубу Туркеймспор.

## «Амстердам» у єврокубках

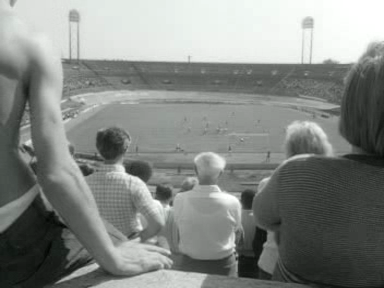
Матч Амстердам—ПСВ. Серпень 1973.

«Амстердам» за свою історію три рази виступав у кубку Інтертото — у 1973, 1975 та 1977 роках. У єврокубковому сезоні 1974/1975 клуб виступив у кубку УЄФА та дійшов до чвертьфіналу турніру, де поступився німецькому «Кельну».
| Сезон     | Змагання        | Раунд      | Клуб                    | Рахунок  |
| --------- | --------------- | ---------- | ----------------------- | -------- |
| 1973      | Кубок Інтертото | Група      | «Нітра»                 | 2-3, 1-4 |
|           |                 |            | «Айнтрахт» (Брауншвейг) | 0-0, 4-1 |
|           |                 |            | «Вейле»                 | 5-1, 1-5 |
| 1974/1975 | Кубок УЄФА      | 1 коло     | «Хіберніанс»            | 5-0, 7-0 |
|           |                 | 2 коло     | «Інтер»                 | 2-1, 0-0 |
|           |                 | 1/8 фіналу | «Фортуна» (Дюссельдорф) | 3-0, 2-1 |
|           |                 | 1/4 фіналу | «Кельн»                 | 1-5, 2-3 |
| 1975      | Кубок Інтертото | Група      | «Белененсеш»            | 0-1, 0-1 |
|           |                 |            | «Спартак» (Трнава)      | 1-1, 0-2 |
|           |                 |            | «Копенгаген»            | 5-4, 1-0 |
| 1977      | Кубок Інтертото | Група      | Хальмстад               | 1-1, 1-1 |
|           |                 |            | Воєводина               | 1-2, 2-2 |
|           |                 |            | Маккабі Яффа            | 3-1, 1-2 |

## Відомі гравці
- Нідерланди

| - Ян Йонгблуд - Хейні Отто - Фритс Флінкевлєгел - Ніко Янсен - Андре Ветзел - Герард ван дер Лем - Герт Мейер |  | - Ян Франсз - Франк Крамер - Хріс Деккер - Роб Біанхі - Лен ван дер Меркт - Тьерд Копман - Лео де Леу |  | - Віллі ван Боммел - Тон Юнг - Дріс Рулвінк - Ханс Баувместер - Піт Прангер - Рейн Слемме |